# 대한민국 형사소송법 제126조
대한민국 형사소송법 제126조는 야간집행제한의 예외에 대한 형사소송법의 조문이다.

## 조문
제126조(야간집행제한의 예외) 다음 장소에서 압수·수색영장을 집행함에는 전조의 제한을 받지 아니한다.
1. 도박 기타 풍속을 해하는 행위에 상용된다고 인정하는 장소
2. 여관, 음식점 기타 야간에 공중이 출입할 수 있는 장소. 단, 공개한 시간 내에 한한다.

第126條(夜間執行制限의 例外) 다음 場所에서 押收·搜索令狀을 執行함에는 前條의 制限을 받지 아니한다.
1. 賭博 其他 風俗을 害하는 行爲에 常用된다고 認定하는 場所
2. 旅館, 飮食店 其他 夜間에 公衆이 出入할 수 있는 場所. 但, 公開한 時間 內에 限한다.

## 참고 문헌
- 손동권 신이철, 새로운 형사소송법(초판, 2013), 세창, 2013. ISBN 9788984114081